# Leopoldina de Bragança
Leopoldina de Bragança (Rio de Janeiro, 13 de julho de 1847 – Viena, 7 de fevereiro de 1871), foi a segunda filha do imperador Pedro II do Brasil e da imperatriz consorte Teresa Cristina das Duas Sicílias e, portanto, membro da família imperial brasileira. Ela foi a segunda na linha de sucessão ao trono do Império do Brasil, mesmo após o casamento de sua irmã mais velha, a Princesa Isabel, devido às dificuldades desta em gerar herdeiros. Após sua morte prematura, seus dois filhos mais velhos foram reconhecidos como príncipes brasileiros e herdeiros presuntivos do trono até que D. Isabel tivesse seu primeiro filho. A partir daí, originou-se o chamado ramo de Saxe-Coburgo e Bragança da família imperial brasileira.
Nascida como Princesa do Brasil, ela teve numerosos mestres que foram encarregados de educar as duas jovens princesas, que seguiam um elaborado e rigoroso sistema de estudos vigiado constantemente pelo imperador. Casou-se em 1864 com o príncipe alemão Luís Augusto de Saxe-Coburgo-Gota, com quem teve quatro filhos: Pedro, Augusto, José e Luís, e recebeu o título de Princesa de Saxe-Coburgo-Gota e Duquesa de Saxe.

## Biografia

### Família e primeiros anos

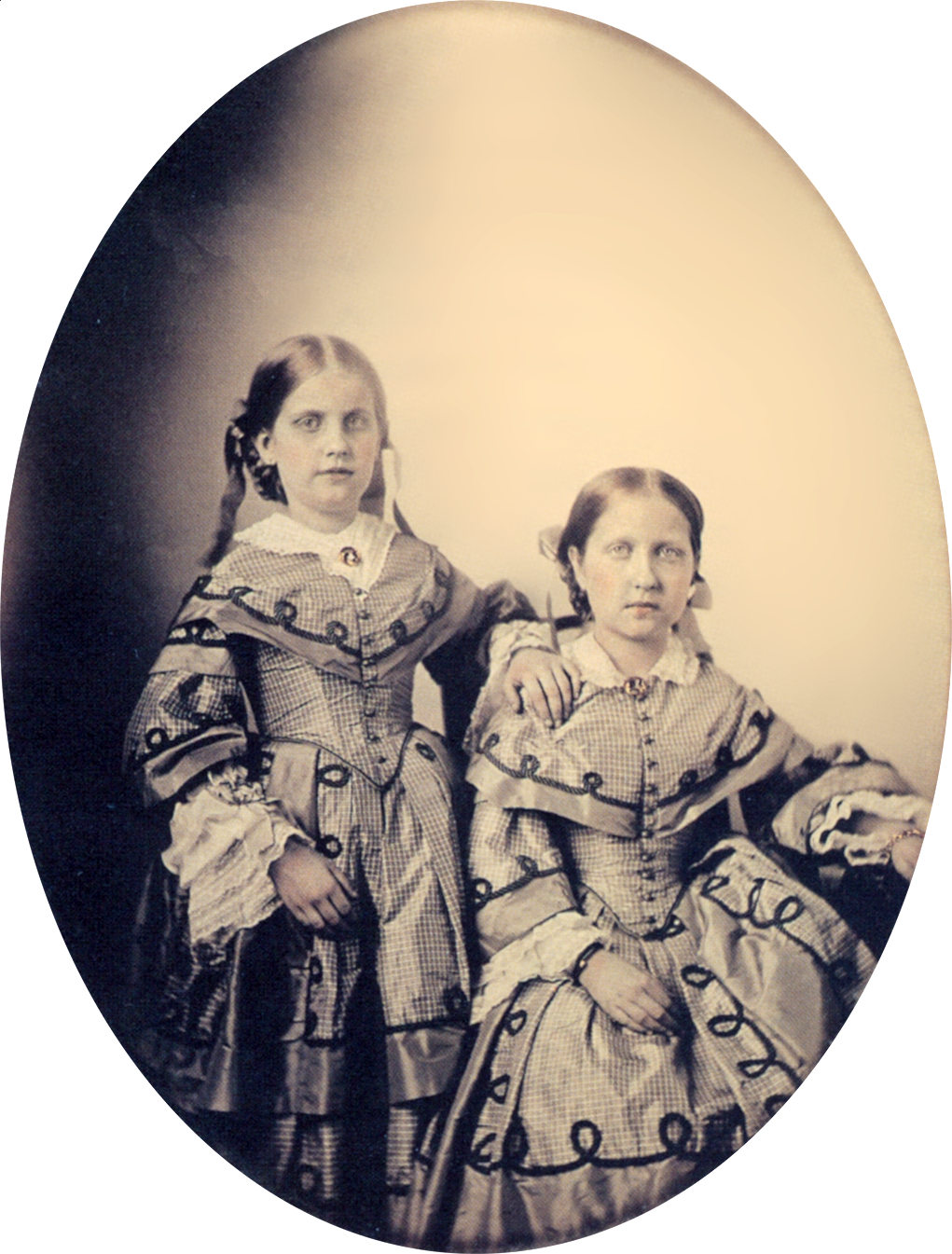
As princesas Leopoldina e Isabel em 1855

Nascida às 6h 45min da manhã de 13 de julho de 1847, no Palácio Imperial de São Cristóvão, Leopoldina foi a segunda filha dos imperadores Pedro II do Brasil e Teresa Cristina de Bourbon-Duas Sicílias. Seus avós paternos foram os imperadores Pedro I do Brasil e Maria Leopoldina da Áustria, e seus avós maternos foram o rei Francisco I das Duas Sicílias e Maria Isabel de Espanha. Foi batizada na Catedral e Imperial Capela em 7 de setembro de 1847, pelo bispo capelão-mor e diocesano Dom Manuel do Monte Rodrigues de Araújo, Conde de Irajá e seu nome lhe foi dado em homenagem à avó paterna. Teve como padrinhos seus tios, os príncipes de Joinville, Francisco Fernando de Orléans e Francisca de Bragança — representados no ato por C. His de Buthenval (ministro plenipotenciário de Luís Filipe I de França) e Mariana Carlota de Verna Magalhães Coutinho, Condessa de Belmonte (camarista-mor da imperatriz), respectivamente.  Desde cedo, Dom Pedro II tratou de obter para suas filhas uma preceptora. A escolha recaiu sobre a Condessa de Barral, indicação da Princesa de Joinville, que iniciou suas funções em setembro de 1855. Numerosos mestres foram encarregados de educar as duas jovens, que seguiam um elaborado e rigoroso sistema de estudos vigiado constantemente pelo imperador.
As princesas assistiam a aulas seis dias por semana, das 7h até 21h 30min. Elas só podiam receber visitas aos domingos, em festas ou em qualquer outra ocasião determinada pelo imperador. Eram diversas as matérias que estudavam: português e sua literatura, francês, inglês, italiano, alemão, latim, grego, álgebra, geometria, química, física, botânica, história (cujas disciplinas eram divididas por país e por época), cosmografia, desenho e pintura, piano, filosofia, geografia, economia política, retórica, zoologia, mineralogia e geologia.

### Casamento

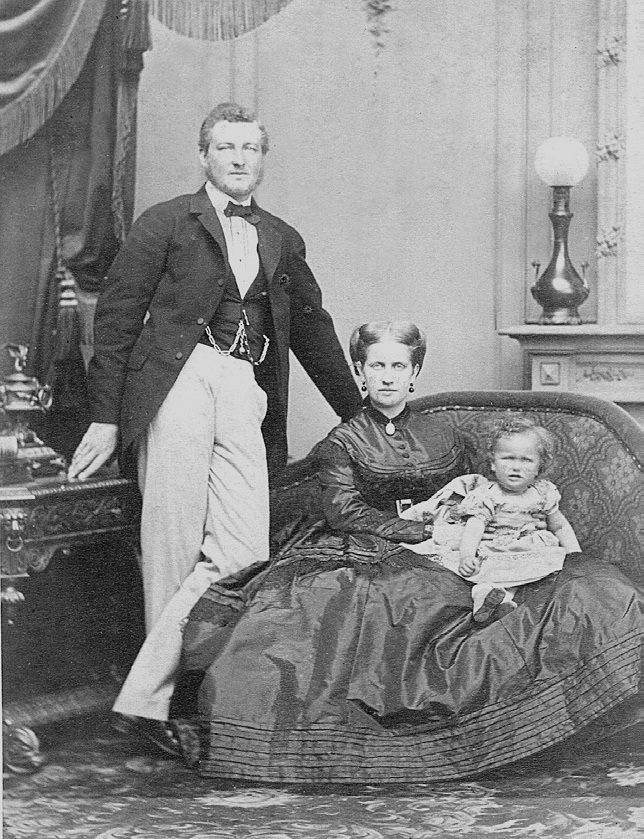
Os duques de Saxe com seu primogênito, Dom Pedro Augusto, em 1866

Dom Pedro II havia encarregado Dona Francisca de encontrar na Europa dois jovens príncipes que pudessem servir de consortes às suas filhas. Na fala do trono de maio de 1864, o soberano anunciou o casamento das princesas sem, no entanto, citar nomes de pretendentes. Porém, os dois candidatos escolhidos pelo imperador — seu sobrinho, o príncipe Pedro de Orléans, Duque de Penthièvre, e o príncipe Filipe da Bélgica, Conde de Flandres (filho de Leopoldo I da Bélgica) — recusaram a proposta de consórcio, levando o monarca a optar pelos príncipes Luís Augusto de Saxe-Coburgo-Gota e Gastão de Orléans, Conde d'Eu.
Inicialmente, pensava-se em destinar Luís Augusto à princesa imperial e Gastão à Dona Leopoldina, mas Dom Pedro II recusou-se a dar andamento às negociações antes de ouvir a opinião das filhas sobre os pretendentes. Em 2 de setembro de 1864, os príncipes desembarcaram no Rio de Janeiro. Nos dias que se seguiram, os planejamentos iniciais inverteram-se, conforme registrou Dona Isabel:
Papai desejava essa viagem, tendo em mira nossos casamentos. Pensava-se no Conde d'Eu para minha irmã e no Duque de Saxe para mim. Deus e os nossos corações decidiram diferentemente, e a 15 de outubro tinha eu a felicidade de desposar o Conde d'Eu.

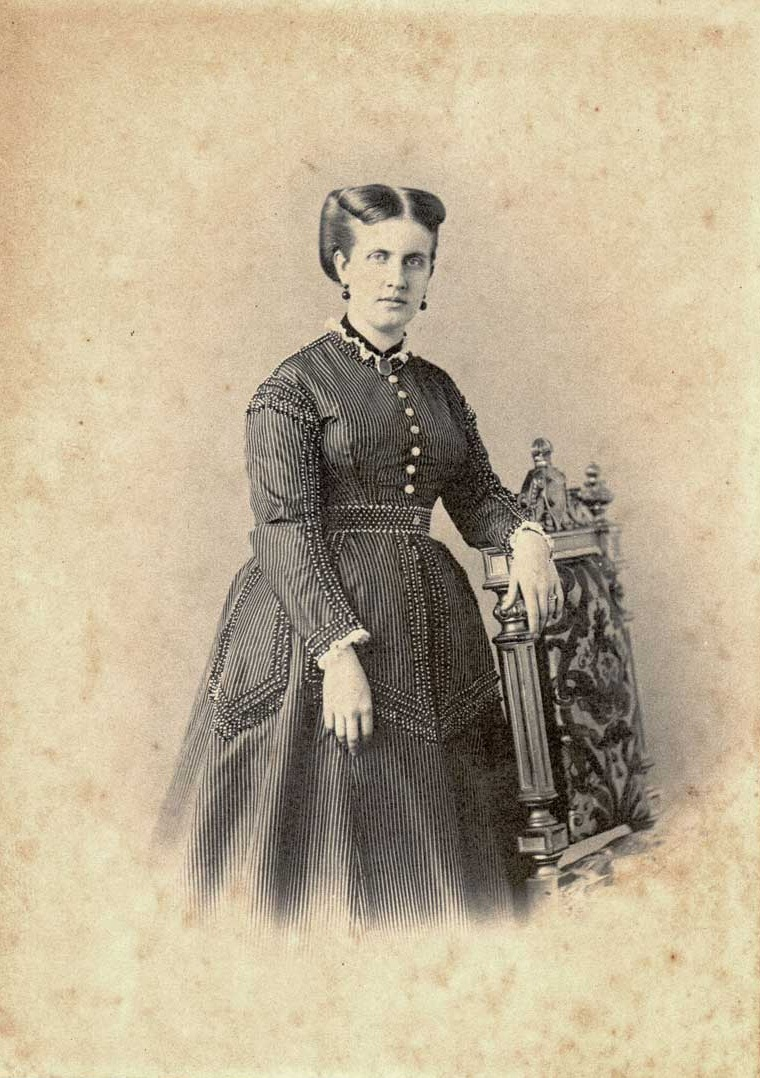
A princesa Leopoldina em 1868

A união de Leopoldina e Luís Augusto foi acertada através de uma convenção matrimonial celebrada entre o imperador do Brasil e Ernesto II de Saxe-Coburgo-Gota. O contrato previa, em seus artigos 3º, 4º e 5º que, enquanto Dom Pedro II não considerasse assegurada a sucessão da princesa Isabel, o casal deveria, entre outras coisas, residir parte do ano no Brasil e ter seus filhos em território brasileiro.
Finalmente, em 15 de dezembro de 1864, Dona Leopoldina desposou o Duque de Saxe, segundo filho do príncipe Augusto de Saxe-Coburgo-Gota e da princesa Clementina de Orléans. O casal recebeu uma dotação de 300 contos de réis para aquisição de uma residência no Rio de Janeiro, da qual eles e seus descendentes teriam o usufruto, mas que permaneceria como patrimônio nacional. O imóvel escolhido foi um palacete vizinho ao Palácio de São Cristóvão, adquirido em junho de 1865 e batizado como "Palácio Leopoldina".
Dez meses após sofrer um aborto espontâneo, Dona Leopoldina deu à luz, em 19 de março de 1866, àquele que viria a ser o neto preferido de Dom Pedro II, o príncipe Dom Pedro Augusto. A partir de então, a princesa passou a viver entre o Brasil e a Europa, sempre retornando à terra natal para o nascimento de seus filhos. Assim foi com Dom Augusto Leopoldo e Dom José Fernando — nascidos em 1867 e 1869, respectivamente. Quando descobriu-se grávida do quarto filho, ela e o marido decidiram que não voltariam ao Brasil e, em 15 de setembro de 1870, o príncipe Luís Gastão nasceu no Castelo de Ebenthal.

### Morte
No início de 1871, Dona Leopoldina apresentou os primeiros sintomas da doença que a mataria. Os problemas gastrointestinais e a febre, contudo, não foram associados à ingestão da água contaminada que assolava Viena. Na segunda semana, porém, a princesa atingiu um estado de prostração preocupante. A febre contínua, as manchas na pele e a hematoquezia, sintomas clássicos da febre tifoide, surgiram na quarta semana. O quadro evoluiu rapidamente e Dona Leopoldina passou a sofrer delírios e convulsões, situação presenciada pela princesa Isabel e pelo conde d'Eu. A princesa sucumbiria à doença na tarde de 7 de fevereiro de 1871, aos 23 anos de idade. Clementina de Orléans descreveu a agonia da nora em carta enviada à princesa de Joinville:

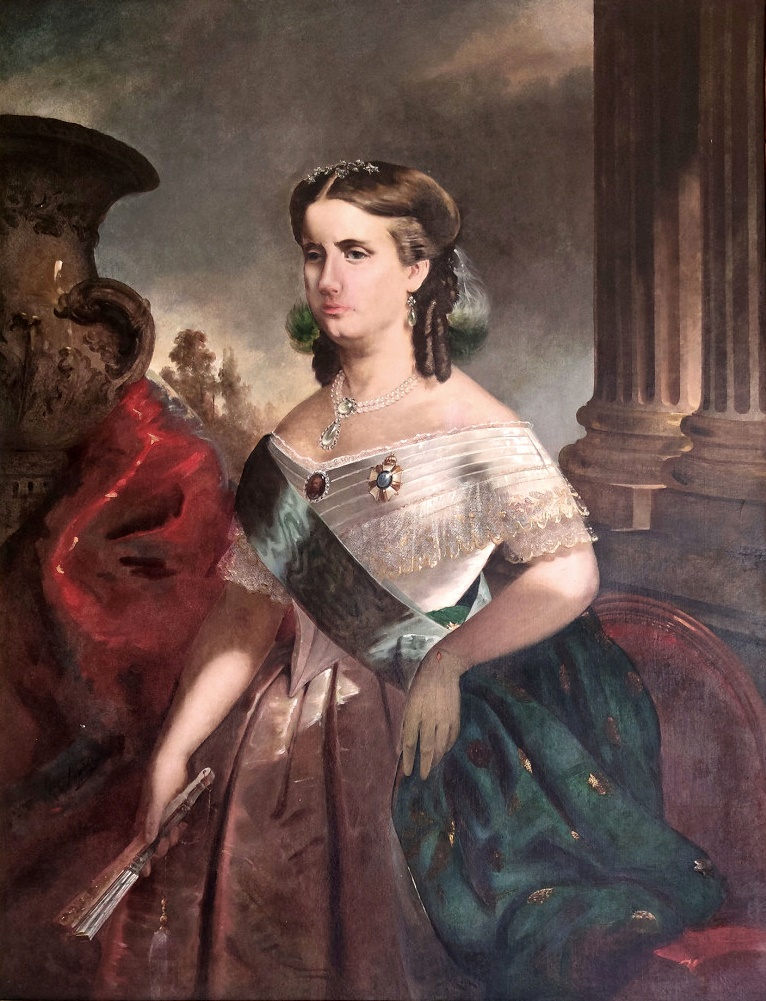
A Princesa em trajes magestáticos, C. 1871

"Que a vontade de Deus seja feita, minha boa Chica, mas o golpe é duro e nós estamos bem infelizes. O estado do meu pobre Gusty me corta o coração, soluça cada instante, não come, nem dorme, e é uma terrível mudança! Ela o amava tanto! E eram tão perfeitamente felizes juntos! Ver tanta felicidade destruída aos 24 anos é horrível!! E estas pobres crianças! Eu te escrevi sábado, e o dia de domingo e o de segunda-feira foram calmos e tranquilos. Ela não abria os olhos: mas ouvia o que se lhe gritava ao ouvido, e certamente reconheceu a voz de sua irmã, pois disse algumas palavras em português. Segunda-feira à noite os médicos acharam uma melhora sensível e nós recobramos a esperança. A noite foi calma, mas pela manhã de terça-feira o peito foi tomado e às 10 horas os médicos declararam que não havia mais esperança, e entretanto eu ainda dela cuidei nesse longo dia passado junto do seu leito, vendo-a tão calma e tão pouco mudada; mas pelas 16 horas a respiração tornou-se mais curta. O abade Blumel recitou a oração dos agonizantes, nós estávamos todos ajoelhados em torno de sua cama, e às 18 horas a respiração cessou, sem que se visse a menor contração de sua fisionomia. Ela estava mesmo bela neste momento, e tinha uma expressão angélica. Agora está deitada num caixão vestida com roupa de seda branca, uma coroa branca e seu véu de casamento na cabeça. Ela não mudou, faz bem olhá-la. Está toda cercada de flores frescas, de coroas enviadas por todas as princesas. Amanhã haverá cerimônia religiosa em casa e ela partirá para Coburgo, onde todos nós acompanharemos, inclusive Gaston e Isabel que são muito bons. Esta última está desesperada. Abraço-te, reza por nós, temos disso muita necessidade. Toda tua, Clementina."

Em homenagem à princesa, o Imperador Francisco José I da Áustria decretou luto oficial de 30 dias. Após as solenes exéquias celebradas pelo núncio apostólico, Monsenhor Mariano Falcinelli Antoniacci, seu corpo foi trasladado para Coburgo, onde representantes das casas reais da Europa assistiram ao seu sepultamento. Seu corpo repousa na cripta da St. Augustinkirche, ao lado dos túmulos de seu marido e filhos. Todos os anos, até 1922, celebraram-se em Viena, missas em sua memória.

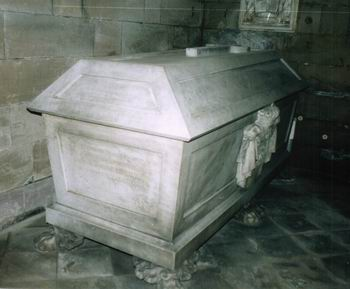
Túmulo da Princesa Leopoldina na Igreja de St. Augustinkirche

## Legado
A infertilidade da princesa Isabel, herdeira presuntiva da coroa que só viria a dar à luz um filho após mais de dez anos de casamento e quase quatro anos após a morte da irmã, incluiu os dois filhos mais velhos de Dona Leopoldina na 2ª e 3ª posições da linha de sucessão ao trono brasileiro. Após a morte da mãe, os jovens príncipes foram trazidos pelo avô para serem criados e educados no Brasil. Essa situação tornou a princesa, ainda que de forma involuntária, fundadora do ramo cadete de Saxe-Coburgo e Bragança. Dom Pedro Augusto e Dom Augusto Leopoldo somente seriam preteridos da sucessão em 1875, com o nascimento de Dom Pedro de Alcântara, Príncipe do Grão-Pará.

## Títulos e honras
- 13 de julho de 1847 – 15 de dezembro de 1864: Sua Alteza, a Princesa Leopoldina do Brasil [26]
- 15 de dezembro de 1864 – 7 de fevereiro de 1871: Sua Alteza Real, a Princesa Leopoldina de Saxe-Coburgo-Gota, Duquesa da Saxônia [27]

### Honras
- Grã-Cruz da Imperial Ordem da Rosa[28]
- Dignitária da Ordem das Damas Nobres de Espanha[29][30]

- Dignitária da Ordem Real de Santa Isabel[29][30]

- Dignitária da Ordem da Cruz Estrelada[30]

- Grã-Cruz da Ordem Imperial de São Carlos[31]

## Descendência
| Nome    | Foto | Nascimento | Falecimento | Notas |
| ------- | ---- | ---------- | ----------- | --- |
| Pedro   |      | 1866       | 1934        | Príncipe do Brasil e de Saxe-Coburgo-Gota. Começou a apresentar distúrbios mentais logo após o banimento da família imperial brasileira em decorrência da Proclamação da República, em 15 de novembro de 1889. Morreu em um hospício nos arredores de Viena. |
| Augusto |      | 1867       | 1922        | Príncipe do Brasil e de Saxe-Coburgo-Gota. Casado (1894) com a arquiduquesa Carolina de Áustria-Toscana, com descendência. |
| José    |      | 1869       | 1888        | Príncipe de Saxe-Coburgo-Gota. Não se casou. |
| Luís    |      | 1870       | 1942        | Príncipe de Saxe-Coburgo-Gota. Casado em primeiras núpcias (1900) com Matilde da Baviera e, em segundas núpcias (1907), com Ana de Trauttmansdorff-Weinsberg. Ambas as uniões geraram descendência.                                                          |